# Magnetometro fluxgate

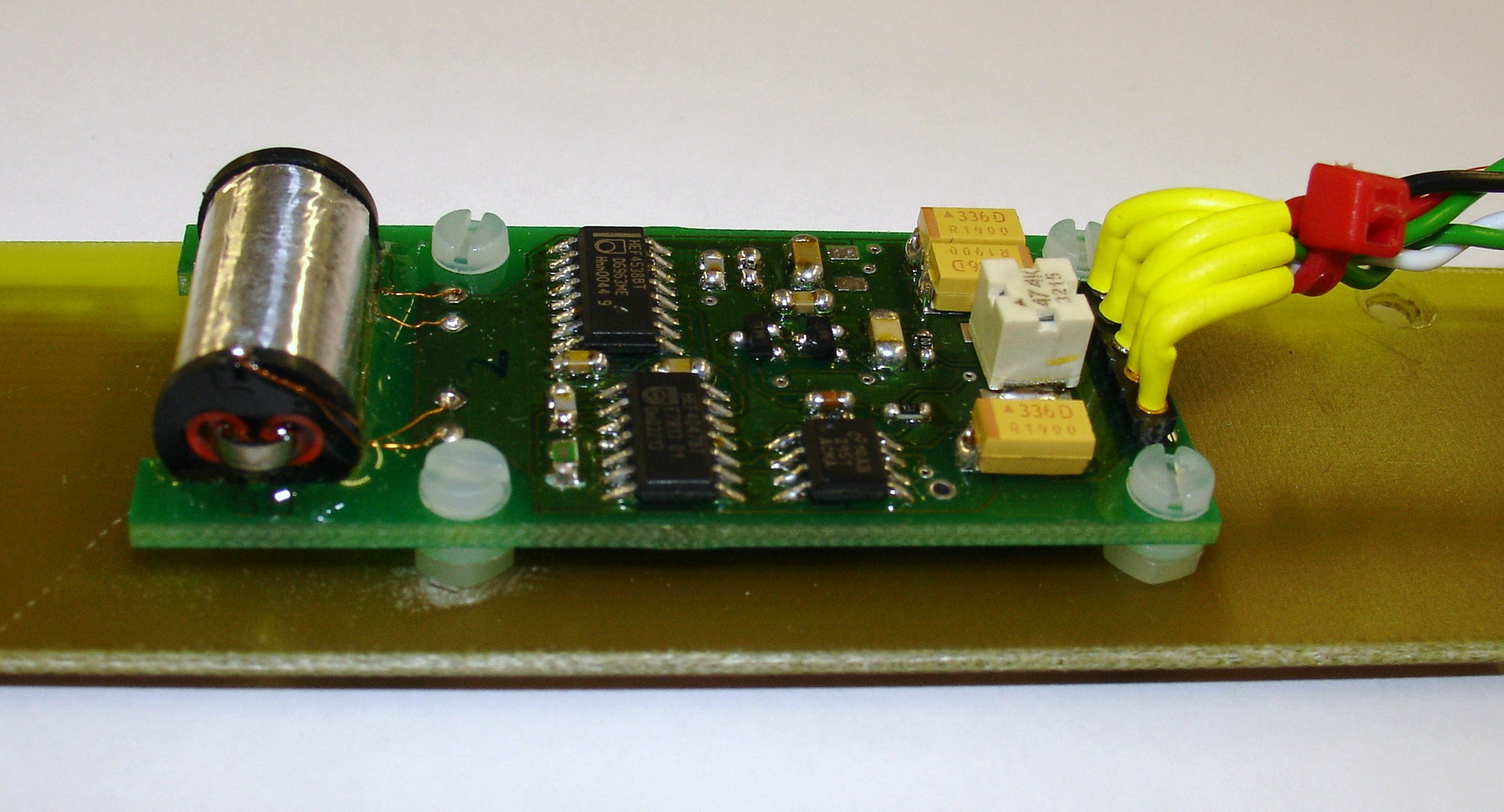
Un magnetometro fluxgate.

Il magnetometro fluxgate è un magnetometro relativamente semplice, utilizzato in svariati ambiti a partire dalla metà del secolo scorso. Nonostante la sua relativa semplicità, è necessario prestare molta attenzione nella scelta dei materiali, nella progettazione e nell'assemblaggio dei componenti: requisiti stringenti sono infatti richiesti nel caso in cui si vogliano misurare campi magnetici di bassa intensità.
È in grado di misurare l'intensità e la direzione di campi magnetici statici o a bassa frequenza (fino a qualche centinaio di Hz) in un intervallo che va da circa 10-10 T a 10-4 T, utilizzando la caratteristica non lineare del materiale ferromagnetico che ne costituisce il nucleo. Questo è periodicamente portato in saturazione in entrambe le polarità attraverso un campo magnetico alternato prodotto da una corrente che scorre attraverso una bobina di eccitazione.
Il primo magnetometro fluxgate è stato introdotto negli anni trenta del secolo scorso e successivamente utilizzato nel corso della seconda guerra mondiale a bordo di aerei per la rivelazione di sottomarini. In seguito, i fluxgate sono stati ulteriormente sviluppati per affrontare studi geomagnetici, per tracciare prospetti minerari e per misurazioni magnetiche nello spazio. Essi sono anche stati adattati per realizzare dispositivi di rivelamento e sorveglianza per usi civili e militari. Nonostante l'introduzione di nuove tecnologie per misure di campo magnetico, il magnetometro fluxgate continua ad essere utilizzato per la sua elevata risoluzione, affidabilità, robustezza, relativa semplicità, basso consumo energetico e basso costo.
I fluxgate sono dispositivi a stato solido senza parti in movimento e lavorano in un ampio intervallo di temperatura. Possono raggiungere risoluzioni di 10 pT e stabilità a lungo termine di 1 nT. Ad ogni modo, costituiscono la scelta migliore se la risoluzione richiesta è dell'ordine del nanotesla.

## Principio di funzionamento
Il principio del fluxgate è basato sulla variazione nel tempo della permeabilità del nucleo. Quando un materiale magnetico è saturato, la sua permeabilità per ulteriore magnetizzazione decresce. Tale ciclo è simmetrico rispetto al centro, cioè vale 
{\displaystyle B_{in}(-H)=-B_{in}(H)}
Per comprendere meglio il principio di funzionamento di un fluxgate si parte da una situazione idealizzata in cui si considera un nucleo ferromagnetico di lunghezza infinita su cui sono avvolti due solenoidi: uno primario e uno secondario.
Per la legge di Faraday, la tensione indotta sul secondario è
{\displaystyle v_{2}(t)=N_{2}{\frac {d\phi }{dt}}}
dove {\displaystyle N_{2}} è il numero di spire del secondario e {\displaystyle \phi (t)} è il flusso concatenato da una spira.
Se supponiamo che non vi sia campo magnetico esterno e che il campo generato dal primario sia uniforme all'interno del nucleo, si ha
{\displaystyle \phi (t)=B_{in}(t)A}
dove {\displaystyle A} è l'area della sezione trasversale del nucleo e {\displaystyle B_{in}(t)} è la componente dell'induzione magnetica perpendicolare a tale sezione. Sostituendo quest'ultima equazione nella precedente risulta
{\displaystyle v_{2}(t)=N_{2}A{\frac {dB_{in}(t)}{dt}}}
Come già detto in precedenza, il “fulcro” del funzionamento del sensore ruota attorno alla caratteristica non lineare che lega il vettore di induzione magnetica B al campo magnetico H, nota come ciclo di isteresi. Nello specifico, il nucleo di un sensore fluxgate è realizzato con un materiale ferromagnetico dolce, caratterizzato da un ciclo di isteresi piuttosto stretto ({\displaystyle H_{c}} piccolo) in modo da saturare facilmente.
Se come campo magnetico di eccitazione si potrebbe considerare una qualunque forma periodica, la forma d'onda della tensione indotta sul secondario {\displaystyle v_{2}(t)}, rispetto al centro del periodo {\displaystyle T}, è simmetrica e quindi non ha armoniche pari. Tale segnale sarà quindi caratterizzato da sole armoniche dispari.
Supponendo ora che sovrapposto al campo magnetico generato dal primario ci sia un campo esterno stazionario {\displaystyle B_{0}}, poiché nel vuoto vale la relazione
{\displaystyle H_{0}={\frac {B_{0}}{\mu _{0}}}}
dove {\displaystyle {\mu _{0}}} è la permeabilità del vuoto, ne segue che il campo magnetico totale interno vale
{\displaystyle H_{tot}=H_{0}+H_{1}}
dove {\displaystyle H_{1}} è il campo primario.
La presenza del campo esterno equivale a far traslare verso sinistra di tale quantità il ciclo di isteresi del nucleo ferromagnetico, facendo sì che la tensione indotta sul secondario {\displaystyle v_{2}(t)} abbia un andamento non più simmetrico. L'asimmetria prodotta genera le armoniche pari, che prima erano nulle; in particolare, tra tutte le armoniche pari quella che risulta essere più efficiente è la seconda armonica la cui ampiezza è proporzionale al campo magnetico esterno; da qui il nome fluxgate a seconda armonica.
L'induzione magnetica nel nucleo (di lunghezza infinita), può anche essere scritta nel seguente modo
{\displaystyle B=\mu _{d}B_{0}}
{\displaystyle \mu _{d}={\frac {1}{\mu _{0}}}{\frac {dB}{dH}}}
con {\displaystyle \mu _{d}} permeabilità differenziale relativa (pendenza della curva di isteresi in ogni istante); ovvero il nucleo può essere visto come un concentratore di linee di flusso magnetico. L'effetto del campo primario {\displaystyle H_{1}(t)} è quello di modulare la permeabilità differenziale; ne segue quindi
{\displaystyle v_{2}(t)=N_{2}A{\frac {dB(t)}{dt}}=N_{2}AB_{0}{\frac {d\mu _{d}(t)}{dt}}}
Nello specifico, si ha che quando {\displaystyle \mu _{d}} è elevata le linee di flusso sono concentrate nel nucleo; quando invece siamo in saturazione ({\displaystyle \mu _{d}} bassa) le linee di flusso non si concentrano, da qui il nome fluxgate (“porta di flusso”).